# Alejandro Valverde

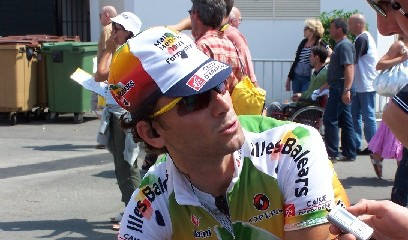
Alejandro durante a Volta à França de 2005.

Alejandro Valverde Belmonte (Múrcia, 25 de abril de 1980) é um ciclista profissional espanhol que participa em competições de ciclismo de estrada. É considerado por muitos, o ciclista mais completo da actualidade. Conta com inúmeras vitórias, sendo de destacar os triunfos no Campeonato do Mundo de 2018, na Vuelta a España, Fléche Wallone e na Liège-Bastogne-Liège.

## Carreira
Dotado de uma grande explosão e de uma boa ponta final, Valverde é um excelente escalador mas também um homem para clássicas. Já foi vice-campeão do Mundo e em 2006 foi 3º nesses mesmos campeonatos.
Considerado um homem para o futuro, em 2005, foi o único a acompanhar Lance Armstrong na subida para o Courchevel que era considerada, uma das mais duras montanhas presentes nessa edição do Tour, acabando mesmo por vencer essa etapa. Porém, viu-se obrigado a abandonar quando vestia a camisola branca. Em 2006, numa das primeiras etapas, foi vítima de uma queda, fracturou a clávicula e foi outra vez forçado a abandonar.
Em 2006, depois das já referidas vitórias em 2 clássicas das Ardenas, terminou em 2º a Volta a Espanha, apenas sendo batido por Alexandre Vinokourov.
No ano de 2007, destacou-se nos Alpes mas nos Pirenéus não conseguiu acompanhar os melhores, terminando na 6ª posição. É considerado por muitos como um dos favoritos a vencer uma das próximas edições da "Grand Boucle".
No ano de 2009 é impedido de participar no Tour devido a castigo por consumo de doping em Itália. O seu ano viria a ser salvo pela vitória na Vuelta a España, onde conquistou também o prémio combinado.
Alejandro Valverde é conhecido por Sérgio Ribeiro espanhol, dadas as semelhanças entre os dois corredores.

## Palmarés
2009
 1° geral Volta a Espanha de 2009
2018
 Campeão Mundial de Estrada